# Low Fantasy
Low Fantasy (auch Sword & Sorcery, Pulp Fantasy, Schwert und Magie oder Heroic Fantasy) ist eine Unterkategorie des Fantasygenres, die sich auf die Pulptradition der frühen Fantasy bezieht.

## Definition
Die Wurzeln der Low Fantasy liegen in der amerikanischen Heftroman- bzw. Pulp-Magazin-Szene der 1930er, 1940er und 1950er Jahre, wo Autoren wie Poul Anderson, Robert E. Howard, Edgar Rice Burroughs oder H. P. Lovecraft in Magazinen wie dem legendären Weird Tales veröffentlichten. Fantasy etablierte sich dabei neben Horror, SF, Spionageerzählung und Detektivgeschichte als weiteres Genre. Die Veröffentlichungsform der Pulphefte bedingte bestimmte literarische Regeln, etwa die Aufteilung der Handlung in mehrere Episoden und die Verwendung einfacher Erzählstrukturen. Dabei hebt sich Low Fantasy deutlich von der durch J. R. R. Tolkien geprägten epischen High Fantasy ab. Die Begriffe sind allerdings nicht wertend zu verstehen, sondern zeigen Unterschiede in der Publikationsform, der Erzählweise und dem Publikumsgeschmack auf. Noch heute wird Low Fantasy fast ausschließlich in günstigeren Formaten wie dem Taschenbuch verlegt, während die epische High Fantasy teilweise auch in hochwertiger Hardcover- oder Broschurbindung erscheint. Daher wird der Low Fantasy auch nachgesagt, massentauglicher zu sein.

## Merkmale
Der Begriff wird in erster Linie zur Abgrenzung von der klarer definierten High Fantasy verwendet und kann sich unter anderem auf humoristische Fantasy und auf Genremischungen wie die Dark Fantasy beziehen. Entscheidend ist vor allem der Verzicht auf epische Strukturen der Fantasy und auf die klare Unterteilung in gute und böse Figuren. Statt eines klar erkennbaren Helden stehen oft zwiespältige Charaktere im Mittelpunkt, etwa Fafhrd und der graue Mausling in Fritz Leibers Fantasygeschichten. Als Prototyp eines Low-Fantasy-Charakters gilt allerdings nach wie vor Conan der Barbar, eine Schöpfung des Schriftstellers Robert E. Howard. Als weiteres Beispiel sei der von Steven Brust ersonnene Meuchelmörder Vlad Taltos genannt.
Low Fantasy verzichtet meist auf eine weltumfassende Handlung. Nicht die Weltrettung steht im Vordergrund, sondern das persönliche Schicksal der Hauptfiguren. An die Stelle höherer Konflikte treten direkte Konfrontationen mit Gegnern und Gefahren. Betont werden Action-, Sex- und Gewaltszenen, die die Handlung schnell vorantreiben. Die Geschlechterzeichnung folgt oft den Mustern der Pulpliteratur: Heldentum, Mut und körperliche Stärke werden als männliche Tugenden propagiert, Frauen tauchen häufig als Sexualobjekte oder als Amazonen auf, wie etwa das Conan-Pendant Red Sonja. Die Fantasywelt selbst wird oft als rückständiger, archaischer und unorganisierter als in der High Fantasy beschrieben. Dies verbindet sich oft mit einer Darstellung zivilisatorischer Strukturen und Errungenschaften als überholt und verkommen, so etwa bei Jack Vance oder Robert E. Howard.
Daneben gibt es mehrere alternative Deutungen des Begriffs: Einer verweist auf die unterschiedliche Gewichtung magischer und mystischer Elemente. Fantasywelten, in denen phantastische Wesen selten und exotisch sind und der magische Einfluss gering ist, werden oft als Low-Fantasy-Welten bezeichnet, vor allem im Pen-&-Paper-Rollenspiel. Als Beispiele für solche Low-Fantasy-Rollenspiele gelten das deutsche FATE-Rollenspiel Malmsturm sowie die Rollenspielumsetzung des Romans Das Lied von Eis und Feuer durch den amerikanischen Verlag White Wolf, aber auch das auf dem Fantasy-System Das Schwarze Auge aufgebaute Fan-Werk Rakshazar, das versucht in eine Welt voller Elfen und Zwerge dennoch den typischen Conan-Stil einzubringen.
Weitere alternative Deutungen setzen Low Fantasy mit traditioneller Urban Fantasy (siehe Contemporary Fantasy) gleich oder stützen sich auf die Definition von Robert H. Boyer und Kenneth J. Zahorski, nach welcher Low Fantasy nicht in einer Anderswelt, sondern in der unseren spielt – vergleichbar dem magischen Realismus.

## Bekannte Vertreter
- Poul Anderson (1926–2001)
- Steven Brust (* 1955)
- David Gemmell (1948–2006)
- Robert E. Howard (1906–1936)
- H. P. Lovecraft (1890–1937)
- Karl Edward Wagner (1945–1994)
- Fritz Leiber (1910–1992)
- Michael Moorcock (* 1939)
- C. L. Moore (1911–1987)
- John Norman (* 1931)
- Clark Ashton Smith (1893–1961)[5]